# Ischnoplax pectinata
Ischnoplax pectinata is een keverslakkensoort uit de familie van de Callistoplacidae. De wetenschappelijke naam van de soort is voor het eerst geldig gepubliceerd in 1840 door G.B. Sowerby II.